# 브라이언 콕스 (배우)
브라이언 콕스(Brian Cox, CBE, 1946년 6월 1일~)는 영국의 배우이다.

## 출연 작품

### 영화
- 롱 키스 굿 나잇 - 닥터 나단 월드맨 역
- 어페어 오브 더 넥클리스
- 나이트 플라이트
- 체인 리액션 - 라이만 얼 콜리어 역
- 롱키스 굿나잇 - 닥터 나단 월드맨 역
- 체인 리액션 - 해트필드 역
- 더 복서 - 조 해밀 역
- 데스퍼레이트 - 제레미아 캐시디 역
- 맥스군 사랑에 빠지다 - 구겐하임 박사 역
- 명탐정 말로워
- 커럽터 - 숀 월레스 역
- 본 아이덴티티 - 워드 애봇 역
- 트로이 - 아가멤논 역
- 본 슈프리머시 - 워드 애봇 역
- 그녀 - 알란 왓츠 역
- 제인 도 - 토미 역
- 라스트 시크릿 - 질 역
- 베이 오브 사일런스 - 필턴 역

### 드라마
- 석세션 시즌 3

### 앨범
- Blue Eyes Forever